# Ablaufart
Ablaufarten definiert REFA als „Bezeichnung für das Zusammenwirken von Personal und Betriebsmittel mit der Eingabe innerhalb bestimmter Ablaufabschnitte“. Dem liegt die Definition des REFA-Arbeitssystems zu Grunde. In einem Arbeitssystem erzeugt der Mensch mit Hilfe eines Betriebsmittels aus einer Eingabe eine Ausgabe, sprich ein Arbeitsergebnis, ein Produkt oder eine Dienstleistung. Die dazu erforderlichen Arbeiten werden mit Arbeitsablauf bezeichnet. Ablaufarten ist in dem Zusammenhang der Oberbegriff für ein Analyseinstrumentarium, mit dem die Arbeitsabläufe klassifiziert werden können.

## Bedeutung der Ablaufarten für den Menschen

Im Bild Ablaufarten bezogen auf den Menschen sind die möglichen Ablaufarten des Menschen und deren Gliederung dargestellt. Außerdem sind die zugehörigen Formelzeichen der REFA-Methodenlehre angegeben. Grundsätzlich muss dabei bedacht werden, das alle Tätigkeiten des Menschen nach beeinflussbar (B) oder unbeeinflussbar (U) unterschieden werden, wobei die Klassifizierung in beeinflussbar noch die Unterscheidung zwischen voll und bedingt beeinflussbar beinhaltet. Diese Klassifizierung beschreibt das Ausmaß der Bindung des Menschen an den Prozess und macht zugleich deutlich, ob Ansatzpunkte zur Prozesssteuerung im humanen Bereich liegen können oder nicht. Die beeinflussbaren Tätigkeiten werden unter dem Begriff Verrichten zusammengefasst.

### Im Einsatz
Während der festgelegten Arbeitszeit werden Arbeitsaufgaben ausgeführt.

### Außer Einsatz
Der Mensch ist während der Arbeitszeit längerfristig nicht beschäftigt (Krankheit, Weiterbildung, länger anhaltende Störungen etc.).

### Betriebsruhe
Gesetzliche, tarifliche oder betrieblich geregelte Arbeitspausen oder andere Anlässe, bei denen im (Teil-)Betrieb nicht gearbeitet wird.

### Tätigkeit
Ausführen einer Haupt-, Neben- oder zusätzlichen Tätigkeit.

#### Haupttätigkeit
Planmäßige und unmittelbare Erfüllung der Arbeitsaufgabe.

#### Nebentätigkeit
Ebenfalls planmäßige, aber nur mittelbar der Arbeitsaufgabe dienende Tätigkeit.

#### Zusätzliche Tätigkeit
Tätigkeiten, deren Vorkommen oder Ablauf nicht planbar sind (Störungsbewältigung, Mithilfe bei anderen, Bewältigung von Informationsmangel, Tätigkeiten ohne Auftrag).

### Unterbrechen der Tätigkeit
Unterbrechungen der Tätigkeit können aus unterschiedlichen Ursachen entstehen. Man unterscheidet nach geplanten und ungeplanten und bei den geplanten noch solche, die sich aus dem Arbeitsablauf ergeben oder aus der Notwendigkeit, dass der Mensch sich von einer Arbeit – planmäßig – erholt. Darüber hinaus kann der Mensch aus persönlichen Gründen seine Tätigkeit unterbrechen.

#### Ablaufbedingtes Unterbrechen
Planmäßiges Warten des Menschen auf das Ende eines beim Betriebsmittel oder Arbeitsgegenstand selbständig ablaufenden Ablaufabschnittes (warten auch auf Abkühlen, Trocknen, das nächste Stück am Fließband).

#### Störungsbedingtes Unterbrechen
Zusätzliches Warten des Menschen wegen technischer, organisatorischer oder informatorischer Mängel im Ablauf.

#### Erholen
Das Abwarten einer planmäßig vorgesehenen Erholungszeit, um eine vorangegangene Arbeitsermüdung abzubauen. Es muss zwischen Arbeitspause, die in der Regel mit einer Betriebsruhe einhergeht und Erholen unterschieden werden. Pausen und Erholen zielen auf grundsätzlich andere Arten von Ermüdung. Arbeitspausen, deren minimale Dauer und Häufigkeit für Deutschland im Arbeitszeitgesetz geregelt ist, zielen auf die aus dem biologischen Tagesrhythmus eines Menschen (Cirkadianrhythmus) entstammende, zyklische Ermüdung, die auch ganz ohne Arbeit eintritt. Sie dienen weiterhin der Einnahme von Mahlzeiten in sauberen Umgebungen und der Aufnahme sozialer Kontakte. Die Erholung dagegen wird erforderlich, um einer durch die Arbeit zusätzlich hervorgerufenen Ermüdung zu begegnen.

#### Persönliches Unterbrechen
Die Ursache der Unterbrechung liegt im Menschen selbst begründet und ist nicht geplant (Kaffee holen, Toilette aufsuchen, Rauchen, Schwatzen, Verspätung etc.).

## Bedeutung der Ablaufarten für das Betriebsmittel

Wie dem Bild Ablaufarten bezogen auf das Betriebsmittel zu entnehmen ist, erfolgt die Gliederung der Ablaufarten beim Betriebsmittel analog zu der beim Menschen. Allerdings wird hier von Nutzung (ein Mensch sollte eine Maschine nicht, wie in der Umgangssprache häufig gesagt, be-dienen) anstatt von Tätigkeit gesprochen. Wegen der im Verhältnis zum Menschen geringen Flexibilität von Betriebsmitteln sind dabei die Arten zusätzlicher Nutzung naturgemäß recht eingeschränkt.
Überraschen mag das erholungsbedingte und persönlich bedingte Unterbrechen in der Gliederung. Hierbei wird die Analogie vollkommen: Das Betriebsmittel wartet natürlich nicht, um sich selbst zu erholen oder Kaffee zu trinken, sondern auf den Menschen, der die Nutzung des Betriebsmittels aus solchen Gründen unterbricht.

## Bedeutung der Ablaufarten für den Arbeitsgegenstand

Das Bild Ablaufarten bezogen auf den Arbeitsgegenstand zeigt die Gliederung der Ablaufarten für den Arbeitsgegenstand. Wie erkennbar ist, werden alle Substanz- und Lageveränderungen als Ablaufarten im Sinne von Arbeiten am Gegenstand aufgefasst. Mit Handhaben ist das Verändern der Lage im Arbeitssystem gemeint, während Transportieren für eine Ortsveränderung zwischen Arbeitssystemen steht. Qualitätsprüfungen werden gesondert erfasst. Beachtlich ist die Unterscheidung von Liegen und Lagern. Liegen erfasst den planmäßigen oder unplanmäßigen Aufenthalt des Arbeitsgegenstandes im Produktionsbereich. Lagern dagegen meint das (planmäßige) Liegen in Lagerbereichen.